# 釜石港湾口防波堤
座標: 北緯39度15分25.01秒 東経141度55分53.14秒 / 北緯39.2569472度 東経141.9314278度

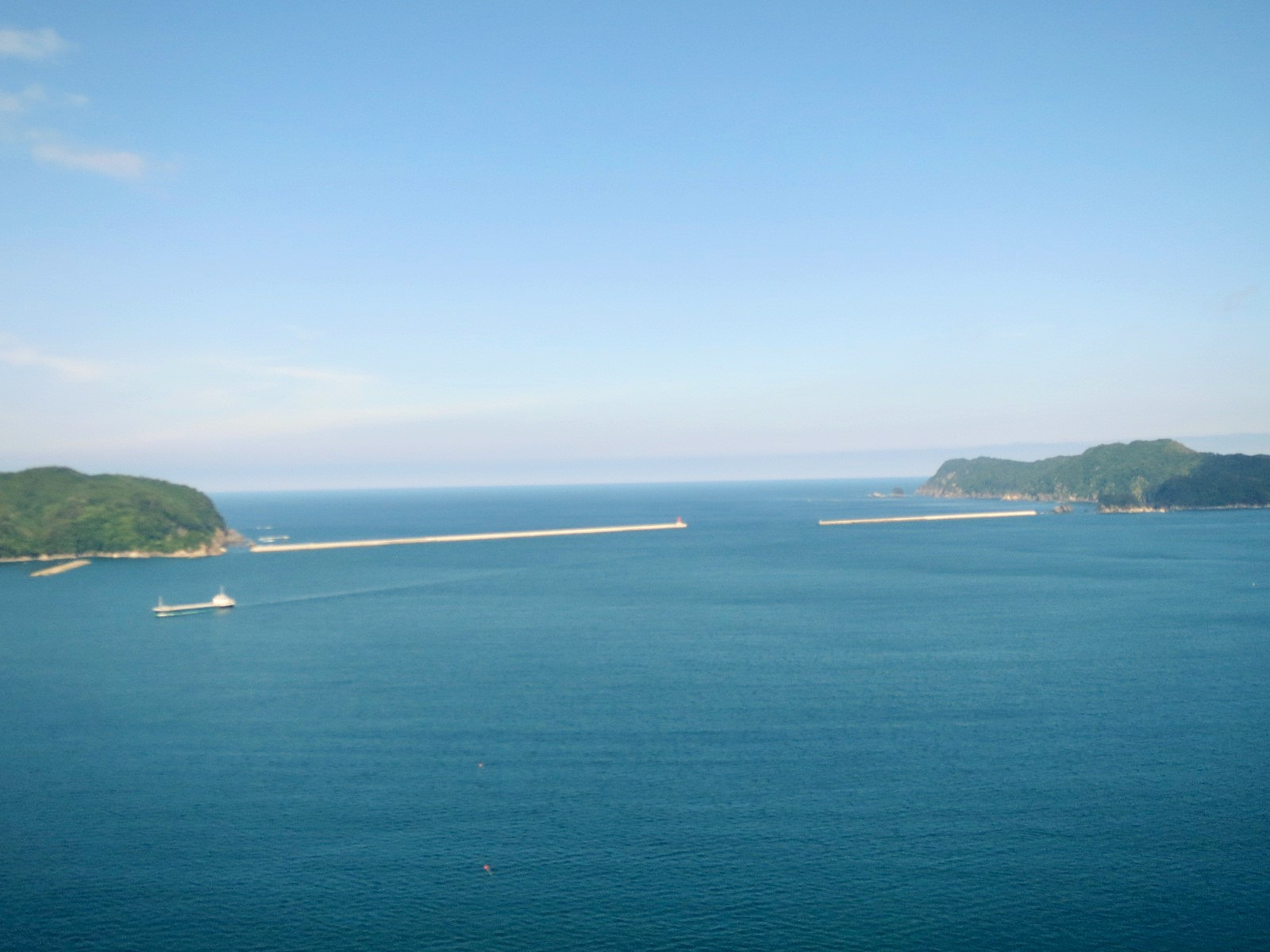
釜石大観音から望む湾口防波堤（2018年6月）

釜石港湾口防波堤（かまいしこうわんこうぼうはてい）は、岩手県釜石市釜石港に存在する津波防波堤（防波堤）。
5.6mの津波に対応する構造を有している。

## 概要
釜石港では、過去に、3度の大規模な大津波災害が確認されている。一つは1896年（明治29年）の明治三陸沖地震、二つ目は1933年（昭和8年）の昭和三陸地震、そして1960年（昭和35年）のチリ地震、それぞれにおいて大規模な津波被害による土地・家屋の浸水が発生した
この教訓と、三陸地方沿岸で相次ぐ津波災害に対処するため、国の直轄事業として1978年より津波防波堤の建設に着手。2009年3月に完成した。釜石湾の湾口部を北北西から南南東へ横断している。北堤と南堤の2本からなる防波堤は、最大水深63mの海底からケーソン工法により立ち上げたもので、2010年には「世界最大水深の防波堤（Deepest breakwater）」としてギネスブックによる世界記録として認定された。

## 構造
海底に捨石マウンドを造成した上にケーソンを設置する混成堤である。中央の開口部（300m）を挟んで北堤（990m）と南堤（670m）があり、末端部に小船通（50m）をそれぞれ備える。北堤と南堤は浅部と深部に分かれており、さらに北堤は浅部（1区・2-1区・3区・4区）、深部（1区・2区・3区）、南堤は浅部（1区・2区・3区）、深部（1区・2区・3区・4区）と工区を分けて施工された。工区の番号はそれぞれ陸上側からふられている。
浅部は通常の矩形ケーソンであるが、北堤深部の3区と4区、南堤深部の4区の一部については水面下-32mにケーソンを設置する必要があることから、大水深に対応できる台形ケーソンとされた。前面には防波堤の反射波による漁業被害を防ぐため、斜め入射波にも対応できる二重横スリット式の遊水室が設けられている。
開口部のケーソンには、工期短縮とクレーン船の能力による重量制限のため、鉄筋コンクリートと鋼材を組み合わせた構造のハイブリッドケーソンが採用された。

## 建設
湾口防波堤建設のため、防波堤北側の湾内に泉作業基地が建設された。泉作業基地には生コンクリートプラントが設置され、根固めブロックやケーソンが製作された。ケーソンは作業桟橋に係留された浮きドック上で製作され、4段目までのコンクリート打設が終了した時点で進水、コンクリート打設が進むにつれ、作業桟橋に沿って設けられた第一から第四までの打継場を移動しながら製作された。完成したケーソンは仮置場に留置された後、タグボートによって曳航、所定の位置に据え付けられた。
泉作業基地への工事関係者の朝夕の送迎には、遊覧運航の間合い運用として釜石市の双胴観光船「はまゆり」が使用されていた。

## 津波による被災
2011年（平成23年）3月11日に、東日本大震災に伴う津波により被災した。ケーソンの一部が決壊、破損し、水面にとどまるのは北堤で2割、南堤で半分という状況になった。総工費1,200億円という巨費が投じられていたことから、被災直後から分析が進められた結果、港湾空港技術研究所は浸水を6分遅らせたほか、沿岸部の津波高を（推定）13mから（実測）7-9mに低減させたという効果を試算している。
一方で防波堤を破壊した津波は市街地へと押し寄せ、市街地や建物の床上・床下浸水、また建物の倒壊・流出など甚大な被害が発生した。釜石市全体での死者・行方不明者は1,000人以上にのぼる。
他の被災地と比べれば少なくない建物が倒壊を免れ、街並みの面影が残るなど、被害を抑えられ一定の効果があったという評価もある一方、ハード面での防災には限界があることも指摘された。
なお、遊覧船はまゆりは東日本大震災発生時には大槌町のドックで定期点検中で、釜石港内では被災しなかった。大槌町のドックを襲った津波により流された同船は、150m離れた2階建ての民宿の上に乗り上げた。その後、震災のモニュメントとして保存する動きもあったものの、下敷きとなっている建物が倒壊する恐れがあったことから、震災から約2ヶ月後の2011年5月10日にクレーンで地上に降ろされ解体された。